# Future Legends
Future Legends es el álbum debut de la banda irlandesa Fruupp. Este álbum de estudio fue publicado en 1973, y, más tarde, fue remasterizado por la disquera independiente Esoteric Recordings.

## Análisis
Este trabajo de Fruupp, podría considerarse como el más fogoso, potente, duro y sofisticado de todos los que grabaron. A pesar de ello, su influencia celta tradicional es inevitable, y el estilo enigmático, revelador y épico de la banda es notorio. Fruupp se ve claramente influida por la música Jazz y la música clásica, dos géneros que forman parte, ya sea indirectamente, del Rock progresivo. "As Day Breaks With Dawn", "Olde Tyme Future" y "Song For A Thought" son las canciones más digeribles de este trabajo debut, su sonido nocturno conmueve, claro está, también el sonido del oboe en "A Day Breaks With Dawn" que contagia un ambiente esotérico, y el potente impulso que proporciona el batería, Martin Foye, en el mismo tema.

## Personal
- Peter Farrelly: bajo, flauta, voz
- Martin Foye: batería, percusión
- Stephen Houston: teclados, oboe, voz
- Vincent McCusker: guitarras, voz

## Listado de canciones
- 1. Future Legends (Introducción) (1:27)
- 2. Decision (6:21)
- 3. As Day Breaks With Dawn (4:58)
- 4. Graveyard Epistle (6:14)
- 5. Lord of the Incubus (6:20)
- 6. Olde Tyme Future (5:33)
- 7. Song For a Thought (7:25)
- 8. Future Legends (0:47)

- Duración total: 39:05

La primera publicación del disco, que constaba de 100 ejemplares, ofrecía una pieza más, que solía tocar en directo el grupo: On a Clear Day. Esa pieza aparecería después en el recopilatorio Songs For A Thought, publicado en 1992.